# Прошин, Владимир Архипович
Владимир Архипович Прошин (род.16 июня 1918 года, Москва, Российская Советская Республика, ум. 24 июля 1986 года, Москва, РСФСР, СССР) — советский конькобежец, 2-кратный абсолютный чемпион СССР, 6-кратный чемпион СССР на отдельных дистанциях, многократный рекордсмен СССР. Заслуженный мастер спорта СССР (1946). Заслуженный тренер СССР (1968), судья республиканской категории. Выступал за ЦДСА (Москва). Подполковник в отставке.

## Биография
Владимир Архипович родился в в Москве и с раннего детства увлёкался коньками и велосипедом. Он был воспитанником стадиона «Юных пионеров», где и полюбил велосипед и коньки. В 1935 году способный 16-летний паренёк успешно выступал на всесоюзных юношеских соревнованиях и в 1936 году был отобран на учебно-тренировочные сборы 50 конькобежцев добровольных физкультурных обществ профсоюзов. С 1936 года он стал тренироваться у Александра Люскина. В 1938 году стал выступать за ЦДСА.
В 1940 году красноармеец Прошин, ученик тренера Игоря Ипполитова, участвовал в соревнованиях по велотреку в Туле и вошёл в десятку сильнейших. Он был участником Великой Отечественной войны. В 1943 году, в трудное для страны время, он участвовал в чемпионате Москвы по конькобежному спорту и занял 3-е место в многоборье, а через год стал победителем.
Его взлёт в карьере произошёл в 1945 году, когда он добился больших успехов в конькобежном спорте, хотя всего год назад Прошин был типичным учеником. Молодой скороход в блестящем стиле выиграл приз открытия сезона, стал чемпионом Москвы и победил на матче четырех городов, а в феврале выиграл чемпионат СССР в классическом многоборье. Он был выбран в сборную и в феврале дебютировал на международных соревнованиях в норвежском Осло, где занял высокое 5-е место в сумме многоборья.
Через год он стал серебряным призёром на чемпионате страны в общем зачёте, уступив только ленинградцу Николаю Петрову. Он выиграл 500-метровку, но проиграл стайеру Петрову 5000 и 10000 метров. Осенью 1947 года, занимаясь в холодную погоду он простудился и долгое время болел, поэтому зимний сезон 1947-48 года заслуженный мастер спорта провел неудачно, Ему не удалось показать высоких результатов ии на одном из соревнований. На чемпионате страны финишировал только на 5-м месте.
В 1949 году Владимир выиграл чемпионат РСФСР, звание чемпиона СССР в классическом многоборье во второй раз, а также побил рекорд на дистанции в 10000 м, установленный 30 лет назад заслуженным мастером спорта Яковым Мельниковым. В марте одержал победу в многоборье на 10-й зимней Спартакиаде СССР. В 1950 году он вновь выиграл первенство Москвы и стал вице-чемпионом СССР, набрав в многоборье меньше 200 очков.
В январе 1951 года на чемпионате СССР в Алма-Ате завоевал бронзовую медаль в сумме многоборья. В конце того месяца Прошин участвовал в первых соревнованиях на приз "Совета Министров Казахской ССР" на новом катке «Медео». В том же году он установил Всесоюзный рекорд в многоборье, который был равен 193,37 очка. В феврале 1953 года он выиграл чемпионат Москвы, одержав победы на трёх дистанциях и только на дистанции 10 000 метров не финишировал первым.
В 1953 году Владимир Прошин триумфально закончил свои выступления на ледяной дорожке, победив на дистанции 10 000 м в командном первенстве страны и оставив позади чемпиона мира того года Олега Гончаренко. За свою карьеру он более двадцати раз обновлял всесоюзные рекорды на дистанциях 1500, 3000, 5000 и 10 000 м и в сумме многоборья

## Тренерская карьера
После завершения спортивной карьеры, с 1954 года и по 1986 год Владимир Архипович работал старшим тренером в ЦСКА по велоспорту и конькобежному спорту. Его учеником был Владимир Шилыковский и другие спортсмены. В июле 1966 года Президиум Центрального совета Союза присвоили звание Прошину Заслуженный тренер СССР.
Скончался 24 июля 1986 года в Москве.

## Награды
- награждён Орденом Великой Отечественной войны II степени
- 1956 год - награждён "Знаком Почёта"